# Regne de Toro
Toro és un dels quatre regnes tradicionals dins les fronteres d'Uganda. Fou fundat el 1822 quan l'omukama Kaboyo Olimi I, el fill gran de l'omukama Nyamutukura Kyebambe III, es va rebel·lar i establí el seu propi regne independent. El 1876 fou reincorporat al regne de Bunyoro, però es va tornar a independitzar el 1891.
Com Buganda, Bunyoro, Busoga i Nkore,La monarquia de Toro fou abolida el 1967 pel govern d'Uganda, però fou reinstaurada el 1993.

## Història
Després d'una dinastia llegendària, Toro fou part de l'imperi de Kitara. El fill del rei Kyebambe III de Bunyoro-Kitara, Kaboyo Kasunsunkwanzi Olimi I, es va rebel·lar vers el 1822 i va formar un regne a Toro (terres de les que havia estat una mena de governador) al sud de Kitara, amb frontera al nord al riu Muziizi. A la mort del pare va renunciar al tron de Bunyoro-Kitara. Els reis eren els "rukirabasaija omukama" i els seus fills i germans els omubiito (prínceps).
El seu successor fou (vers 1860) el seu fill Kazana Ruhaga, que fou enderrocat pel seu germà Nyaika Kasunga, però aquest fou enderrocat al cap de poc temps per un altre germà, Kato Rukidi, amb ajut de Buganda. Kasunga va fugir a la zona de riu Congo, a Mboga, però al cap de no gaire temps Kato Rukidi fou enderrocat pels mateixos mercenaris bugandesos que l'havien posat al tron. Kasunga va tornar llavors i fou reconegut rei. Es va enfrontar al rei Kabalega de Bunyoro-Kitara, quan va enviar els seus homes a la ciutat de Mwenge per agafar algunes de les vaques reials de Kabalega; aquest en revenja va enviar la seva gent i 40 mercenaris nubis per capturar a Kasunga, però aquest els va rebutjar. Va morir vers 1872 i el va succeir el seu fill Mukabirere Olimi II.
Kabalega va seguir la lluita contra Toro. Vers 1872 un príncep de Toro, Mukarasa, germà del rei, s'havia rebel·lat i dominava la regió de Busongora, al sud de Toro, de la que es va declarar rei. Durant aquest enfrontament, a l'entorn de 1873, Kabalega es va presentar al regne amb les seves forces i va obtenir una fàcil victòria. La família reial de Toro fou capturada i portada a Bunyoro, però el clan reial babiito va poder salvar al príncep Kasagama, fill d'Olimi II, que fou portat a Ankole. El regne de Busongora fou també ocupat i Mukarasa portat a Bunyoro presoner. Toro va quedar annexionat.
Un príncep de Toro, Nyamuyonjo Kakende, net del rei Kaboyo Olimi I, amb ajut de Buganda, es va revoltar i va poder expulsar a les forces de Bunyoro i es va proclamar rei; Kabalega va enviar una expedició i va obligar a Kakende a fugir a Buganda on després va morir de sífilis.
Però Kabalega fou derrotat el 14 d'agost de 1891 pel capità Lugard, agent de la Companyia Imperial Britànica de l'Àfrica Oriental, que havia estat enviat a la zona i que portava una tropa mercenària núbia. Aquestos nubis es van establir a Toro i van formar una comunitat que encara existeix. Lugard va retornar Toro al seu legítim hereu el príncep Kasagama, proclamar rei el 1891 amb el nom de Daudi Kyebambe Kasagama (Kasagama Kyebambe IV), que va ajudar els britànics contra Bunyoro i va cooperar amb les forces colonials, i va introduir el cristianisme. Quan els nubis es van revoltar contra els britànics, el rei es va posar al costat d'aquestos i va rebre en premi una medalla de la reina Victòria. El 1896 es va fer cristià. El 1900 va signar el tractat de protectorat amb Sir H. Johnston, que va incloure Toro dins el Protectorat de l'Àfrica Oriental Britànica, esdevingut Protectorats de l'Àfrica Oriental Britànica i Uganda el 1901 (format pel protectorat de l'Àfrica Oriental Britànica i el Protectorat d'Uganda). Va participar en la I Guerra Mundial amb un contingent al costat dels aliats, i va rebre per l'orde M.B.E. del rei Jordi VI d'Anglaterra. Els seus fills Hosea Nyabongo i Jordi Rukidi foren educats en escoles britàniques cristianes. Va morir el 29 de gener de 1929 i el va succeir el seu fill Jordi Kamurasi Rukidi III que havia servit als King's African Rifles (KAR) durant la I Guerra Mundial i era tinent de l'exèrcit, i més tard fou fet cavaller per la reina Isabel II (que va pujar al tron el 1952) sent conegut popularment com a Sir Jordi. Durant el seu regnat es va encoratjar l'educació; la seva filla Elizabeth Bagaaya, fou la tercera graduada africana de la universitat de Cambridge.
Rukidi III va morir el 21 de desembre de 1965 i el va succeir el seu fill Patrick Matthew Kaboyo Olimi VII. El 8 de setembre de 1967 es va proclamar a Uganda la República i es van abolir els regnes. Aquesta abolició no fou derogada fins al 27 de juliol de 1993 per Yoweeri Museveni; llavors Olimi III va tornar a ser rei fins a la seva mort el 26 d'agost de 1995, quan el va succeir el seu fill de quatre anys Oyo Nyimba Kabamba Iguru Rukidi IV, sota un consell de regència de tres membres.

## Capital i divisió administrativa
La capital és Fort Portal. Està dividit en tres districtes: Kabarole, Kamwenge i Kyenjojo, al seu torn divisits en 8 comtats, 36 suncomtats i 177 parròquies.

## Omukames (reis) de Toro
- Kaboyo Olimi I 1822- vers 1860
- Kazana Ruhaga vers 1860
- Nyaika Kasunga Kyebambe I vers 1865
- Kato Rukidi I vers 1870-1871
- Nyaika Kasunga Kyebambe I vers 1871-1872
- Mukabirere Olimi II vers 1872-1873
- Mukarasa vers 1872-1874 rebel a Busongora
- A Bunyoro vers 1874-1875
- Nyamuyonjo Kakende vers 1875-1876
- a Bunyoro 1876- 1891
- Kasagama Kyebambe IV 1891- 1894
- A Bunyoro 1893-1894
- Kasagama Kyebambe IV 1894- 1929
- George David Matthew Kamurasi Rukidi III 1929-1965
- Patrick David Matthew Rwamuhokya Olimi III 1965- 1967
- Regne abolit, Olimi III conserva el títol
- Rwamuhoka Olimi III 1993-1995 (restaurat)
- Oyo Nyimba Kabamba Iguru Rukidi IV 1995-

## Bandera

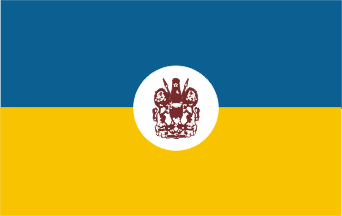
Bandera moderna

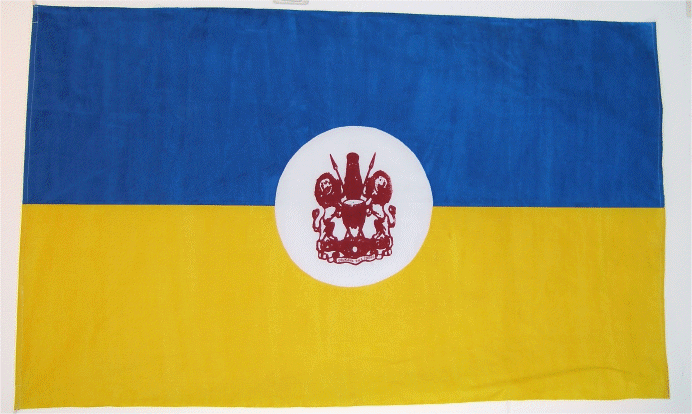
Foto de la bandera

La bandera s'esmenta sempre en els mateixos colors però amb el groc al pal a començaments del segle i al vol el 1965, en horitzontal.
El 1995 es va adoptar la bandera en franjas horitzontals, blau a sobre i groc a la part inferior, i l'escut al mig, en marron a les banderes comuns i a tot color a les ceremònials.